# Park Czettritzów w Wałbrzychu
Park Czettritzów – wałbrzyski park wpisany na listę zabytków. Znajduje się w Wałbrzychu przy ulicy Stanisława Moniuszki i rozciąga się od ulicy Zamkowej do ulicy Południowej w Śródmieściu. Powierzchnia parku wynosi około 5 hektarów, park powstał w 1886 roku. Nazwa parku wywodzi się od nazwiska dawnych właścicieli Wałbrzycha. W parku występuje około 70 gatunków i odmian drzew i krzewów, z czego 7 gatunków egzotycznych takich jak:
- buk zwyczajny (purpurolistny),
- klon jawor (odmiany pstrolistnej),
- jodła kalifornijska,
- choina kanadyjska,
- cyprysik groszkowy (pochodzenia japońskiego),
- dąb szypułkowy (odmiana stożkowa),
- różanecznik katawbijski.

Oprócz egzotycznych gatunków roślin spotkać można takie rośliny jak:
- różanecznik żółty,
- dęby,
- jarzęby,
- lipy,
- jałowce,
- graby,
- sosna limba,
- cisy jagodowe,
- modrzew europejski,
- buki.

Przy parku znajdują się zabudowania kampusu Państwowej Wyższej Szkoły Zawodowej im. Angelusa Silesiusa tzw. zespół pałacowo-parkowy. 
- główny gmach - Pałac (Zamek) Czettritzów z 1604 roku
- willa z 1907 roku przy ulicy Zamkowej.
- willa Księżnej Daisy z 1922 roku
- budynek dydaktyczny oraz akademik